# Exclusive
Exclusive é o segundo álbum de estúdio de Chris Brown de 2007. O álbum chegou às lojas dos Estados Unidos em 6 de novembro. Inicialmente, a intenção era batizar o disco como Graduation, mas o jovem cantor alterou o título após Kanye West ter usado o mesmo nome em seu novo trabalho. O álbum estreou no número quatro no Billboard 200 dos gráfico EUA, vendendo 294.000 cópias em sua primeira semana. A partir de 1 de  janeiro de 2023, já tinha vendido mais de 4 milhões de cópias nos Estados Unidos.
"Wall to Wall" foi lançado como primeiro single, chegou ao número 79 da Billboard Hot 100, e número 22 no Hot R&B/Hip-Hop Songs. "Kiss Kiss", com e produzido por T-Pain, foi lançado como segundo single do álbum. Alcançou o número um na Billboard Hot 100, e tornou-se segundo número um de Brown é um seguinte single "Run It!" em 2005. "With You", uma canção produzida por Stargate, foi lançado como o terceiro single de Exclusive, e chegou a número dois na Billboard Hot 100.
Em 21 de novembro de 2007, Brown apareceu em This Christmas, um drama familiar estrelado por Regina King. Para apoiar ainda mais o álbum Exclusive, Brown embarcou em sua turnê "The Exclusive Holiday Tour", visitando mais de trinta locais nos Estados Unidos. A turnê começou em Cincinnati, Ohio, em 6 de dezembro de 2007 e concluído em 09 de fevereiro de 2008 em Honolulu, Havaí.
Em 3 de junho de 2008, Exclusive foi relançado como uma edição deluxe de disco duplo, intitulada The Forever Edition, que inclui mais 4 músicas, incluindo os singles " Forever" e " Superhuman", além de um DVD bônus com cenas dos bastidores de sua turnê e seus videoclipes.

## Antecedentes e Gravação
Em 2006, após o sucesso do álbum autointitulado de Brown, o cantor começou a trabalhar em seu segundo álbum, desenvolvendo seu conceito junto com Tina Davis e Mark Pitts. Brown coescreveu metade das faixas junto com diferentes escritores, incluindo Sean Garrett, James Fauntleroy, Johntá Austin e Tank . A direção musical almejada para Exclusive era diferente do som influenciado pelo hip hop soul do álbum anterior, sendo trabalhado como um álbum de R&B atraente para um público mais amplo. 
Inicialmente, Brown queria que o álbum se chamasse Graduation, mas depois de saber por Kanye West que o terceiro álbum de estúdio do rapper, que sairia naquele mesmo ano, estava planejando usar o mesmo nome, ele respeitou sua decisão e mudou o nome de seu álbum para Exclusive . Brown explicou à MTV News : "no começo eu estava chamando-o de Graduation porque eu tinha 18 anos e o álbum deveria ser minha consolidação musical, mas então Kanye disse, 'Ouvi dizer que Chris está chamando seu álbum de Graduation . Estou chamando o meu de Graduation', eu pensei, vou mudar o meu porque respeito mais a razão dele com College Dropout e Late Registration, tudo isso, então meio que combinou com o dele. Então eu pensei, não preciso que o meu seja Graduation, sabe, vou mudar o meu para Exclusive , porque farei um álbum exclusivamente para meus fãs".  O álbum foi originalmente programado para ser lançado em 28 de agosto de 2007, mas foi adiado para novembro daquele ano.

## Recepção e Critica
Exclusive recebeu críticas geralmente positivas dos críticos, pontuando 69 de 100 com base em 11 avaliações no Metacritic e de 63 no AOTY.
| Críticas profissionais | Críticas profissionais |
| Pontuações agregadas   | Pontuações agregadas   |
| Fonte                  | Avaliação              |
| ---------------------- | ---------------------- |
| Metacritic             | 69                     |
| AOTY                   | 63                     |
| Avaliações da crítica  |                        |
| Fonte                  | Avaliação              |
| Allmusic               | [ 7 ]                  |
| Rolling Stone          | 3.5 de 5 estrelas.     |

Rob Sheffield da Rolling Stone disse que "Brown fecha o acordo com Exclusive , um álbum totalmente adulto no mesmo nível de Justified (2002) de Justin Timberlake, Good Girl Gone Bad (2007) de Rihanna ou mesmo King of Stage (1986) de Bobby Brown", terminando dizendo "é difícil imaginar que ele não tenha um álbum de sucessos aqui".  Mark Hammers do Boston Globe em uma crítica positiva disse que "Se alguma vez houve um disco criado para transformar um cantor de R&B em um superstar, é o segundo álbum de Brown" A HotNewHipHop comentou que " Exclusive inegavelmente consolidou a posição de Chris Brown na indústria musical como mais do que uma sensação adolescente passageira. Seu lançamento anunciou a chegada de um artista versátil, capaz de esculpir sua exuberância juvenil em um som mais polido e variado."
Foi listado pela Rolling Stone na lista de 50 melhores álbuns de 2007.

## Faixas
| Edição padrão  |                                    |                                                                         |         |  |
| N.º            | Título                             | Compositor(es)                                                          | Duração |  |
| 1.             | "Throwed"                          | Chris Brown, B. Cox, D. Scantz, K. Dean, T. Shropshire                  | 3:01    |  |
| 2.             | "Kiss Kiss" (com T-Pain)           | Brown, T-Pain                                                           | 4:10    |  |
| 3.             | "Take You Down"                    | Brown, H. Mason Jr, D. Thomas, S. Russell, J. Fauntleroy II, L. Edwards | 4:05    |  |
| 4.             | "With You"                         | J. Austin, M.S. Eriksen, T.E. Hermansen, E. Lind, A. Bjorklund          | 4:12    |  |
| 5.             | "Picture Perfect" (com will.i.am)  | Brown, W. Adams, K. Hariss, R. Carmichael                               | 4:12    |  |
| 6.             | "Hold Up"" (com Big Boi)           | A. Harris, V. Davis, J. Harris, R. Toby, Sammie, A. Patton              | 3:48    |  |
| 7.             | "You"                              | C. McKinney, T. Nash                                                    | 3:22    |  |
| 8.             | "Damage"                           | C. Brown, C. Williams, A. Harr, J. Jackson                              | 4:16    |  |
| 9.             | "Wall to Wall" (com Jadakiss)      | S. Garrett, W. Scott                                                    | 3:43    |  |
| 10.            | "Help Me"                          | H. Mason Jr, D. Thomas, S. Russell, J. Fauntleroy II, R. Knox           | 3:17    |  |
| 11.            | "I Wanna Be –"                     | A. Dixon, E. Dawkins, J. Campbell, Tank, L. Bereal                      | 3:46    |  |
| 12.            | "Gimme Watcha Got" (com Lil Wayne) | C. Brown, P. Alexander, T. Nash, C. Williams, D. Carter                 | 3:48    |  |
| 13.            | "I’ll Call Ya"                     | S. Garrett, K. Dean                                                     | 3:53    |  |
| 14.            | "Lottery"                          | H. Mason Jr, D. Thomas, J. Fauntleroy II, R. Knox                       | 3:41    |  |
| 15.            | "Nice" (com The Game)              |                                                                         | 4:32    |  |
| 16.            | "Down" (com Kanye West)            | C. Brown, K. West, A. Merritt                                           | 4:17    |  |
| Duração total: | Duração total:                     | Duração total:                                                          | 46:33   |  |

## The Forever Edition
O álbum foi relançado no Reino Unido em 3 de Junho de 2008 e nos Estados Unidos em 22 de Junho de 2008, com o título The Forever Edition. O álbum possui quatro faixas adicionais e um DVD bônus. incluindo o single "Forever", que chegou a número dois na Billboard Hot 100.

### Faixas

#### Estados Unidos
1. "Forever" – 4:39
2. "Superhuman" (feat. Keri Hilson) – 3:39
3. "Heart Ain't a Brain" – 3:41
4. "Picture Perfect (Remix)" (feat. Hurricane Chris e Bow Wow) – 4:12

#### Reino Unido
1. "Fallen Angel" - 5:34
2. "Forever" – 4:39
3. "Superhuman" (feat. Keri Hilson) – 3:39
4. "Heart Ain't a Brain" – 3:41